# Assyrische Demokratische Bewegung
Die Assyrische Demokratische Bewegung (reichsaramäisch ܙܘܥܐ ܕܝܡܘܩܪܛܝܐ ܐܬܘܪܝܐ Zowaa Demoqrataya Atouraya; arabisch الحركة الديمقراطية الآشورية; Kürzel ADM), auch bekannt als Zowaa, ist eine assyrische Partei im Irak. Sie ist zurzeit die einzige ethnisch auf Assyrern basierende Partei, die ins Irakische Parlament gewählt wurde.

## Geschichte

Zowaa-Kämpfer im Nordirak (heutige Kurdistan Region) in den 1980er Jahren

Die Assyrische Demokratische Partei wurde am 12. April 1979 etabliert, um den politischen Zielen des assyrischen Volkes im Irak Genüge zu tun. Dies geschah als Antwort auf die oppressive Brutalität des Baath-Regimes und seiner Absicht, die Ländereien der Assyrer zwangsweise zu enteignen. Die Bewegung nahm im Jahre 1982 auch den bewaffneten Kampf unter der Führerschaft von Yonadam Kanna gegen das irakische Regime auf und trat der Irakischen Kurdistan-Front in den frühen 1990er Jahren bei. Yonadam Kanna war für viele Jahre ein Ziel des Baath-Regimes unter Saddam Hussein.
Aufgrund des erfolgreichen Lobbyismus von einflussreichen Assyrern in den Vereinigten Staaten und vom Kongressabgeordneten Henry Hyde erklärte der amerikanische Regierungsapparat die Assyrische Demokratische Bewegung zu einer offiziell anerkannten irakischen Oppositionsbewegung. In einem Memorandum vom 9. Dezember 2002 rief der amerikanische Präsident George W. Bush die beiden Artikel vier und fünf des Iraq Liberation Act von 1998 als Mittel ab, welcher es den Vereinigten Staaten erlaubt, der Assyrischen Demokratischen Bewegung und anderen irakischen Oppositionsbewegungen finanzielle Ressourcen bereitzustellen. Yonadam Kanna nahm an einem Treffen von irakischen Oppositionsführern im September 2002 in New York City teil, ebenso wie an der Londoner Konferenz der Opposition im Dezember 2002. Im Februar 2003 adressierte Kanna sowohl an die irakischen Oppositionsführer, als auch an den US-Gesandten Zalmay Khalilzad bei einer Konferenz im Nordirak. Nur wenige Stunden vor dem von den USA geführten Krieg gegen den Irak im März 2003 betonte Kanna die Wichtigkeit eines kommenden Krieges für die Geschichte des assyrischen Volkes. Er berichtete, dass einige Assyrer die Städte für die Dörfer verließen und drängte die Diaspora-Assyrer, humanitäre Hilfe an ihre "Brüder" zu leisten.

## Heutige Politik
Yonadam Kanna ist der heutige Parteivorsitzende der Assyrischen Demokratischen Organisation. Er diente als Mitglied des damaligen Irakischen Regierungsrats, bevor dieser aufgelöst wurde. Beabsichtigt war damit, Platz für das Amt der gewählten Körperschaft zu machen, die nach den Parlamentswahlen vom Januar 2005 gebildet wurde. Die Bewegung ist seither auch im Parlament der Autonomen Region Kurdistan vertreten. Parteimitglieder und Assyrer im Allgemeinen sind im Fokus von zunehmenden aufständischen Angriffen seit dem Sturz von Saddam Hussein.
Die Partei beschreibt sich selbst als eine demokratische und politische Organisation national und patriotisch um das Volk und ihre legitimen Rechte zu verteidigen und um unter dem Banner eines freien, demokratischen Irak zu kämpfen. Die Deklaration der Partei beinhaltet den Aufruf zur offiziellen Anerkennung der Rechte der Assyrer und der Einheit des Volkes trotz ihrer verschiedenen Kirchenzugehörigkeiten: Chaldäisch-Katholische Kirche, Syrisch-Orthodoxe Kirche von Antiochien und Kirche des Ostens (verschiedene christliche Denominationen innerhalb der aramäischen Bevölkerung). Die Bewegung unterstützt die Idee eines föderalen Irak und hat gute Beziehungen zu anderen assyrischen und kurdischen Gruppen, die im Nordirak präsent sind, sowie zu den schiitischen Führern im Südirak.
Die Assyrische Demokratische Bewegung betreibt die Rundfunkmedien Ashur TV sowie Ashur Radio und veröffentlicht die Zeitung Bahra.